# Połączenie wyrównawcze

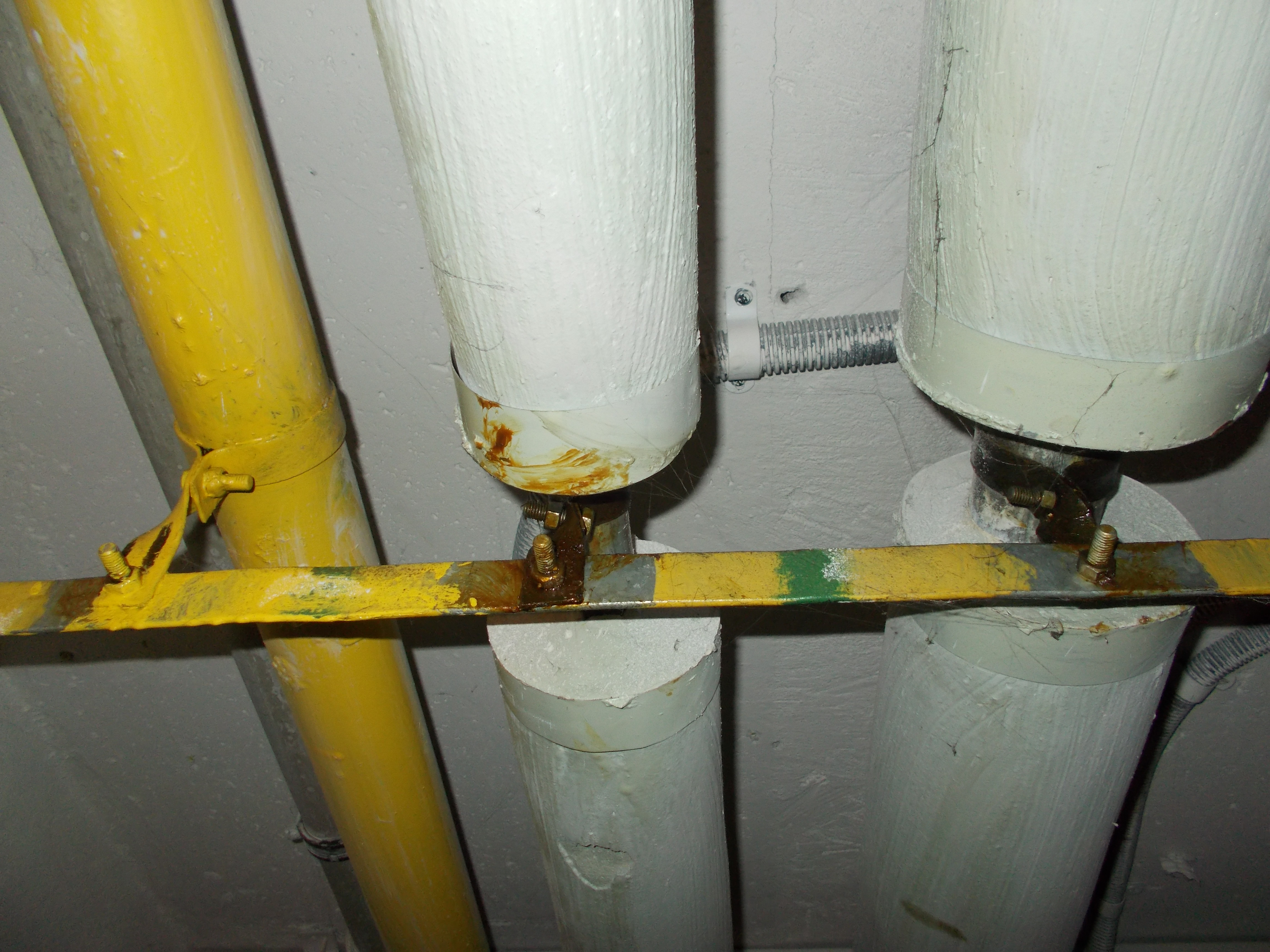
Jako przewód wyrównawczy główny, w tym przypadku bednarka, łączący części przewodzące obce (rury metalowe).

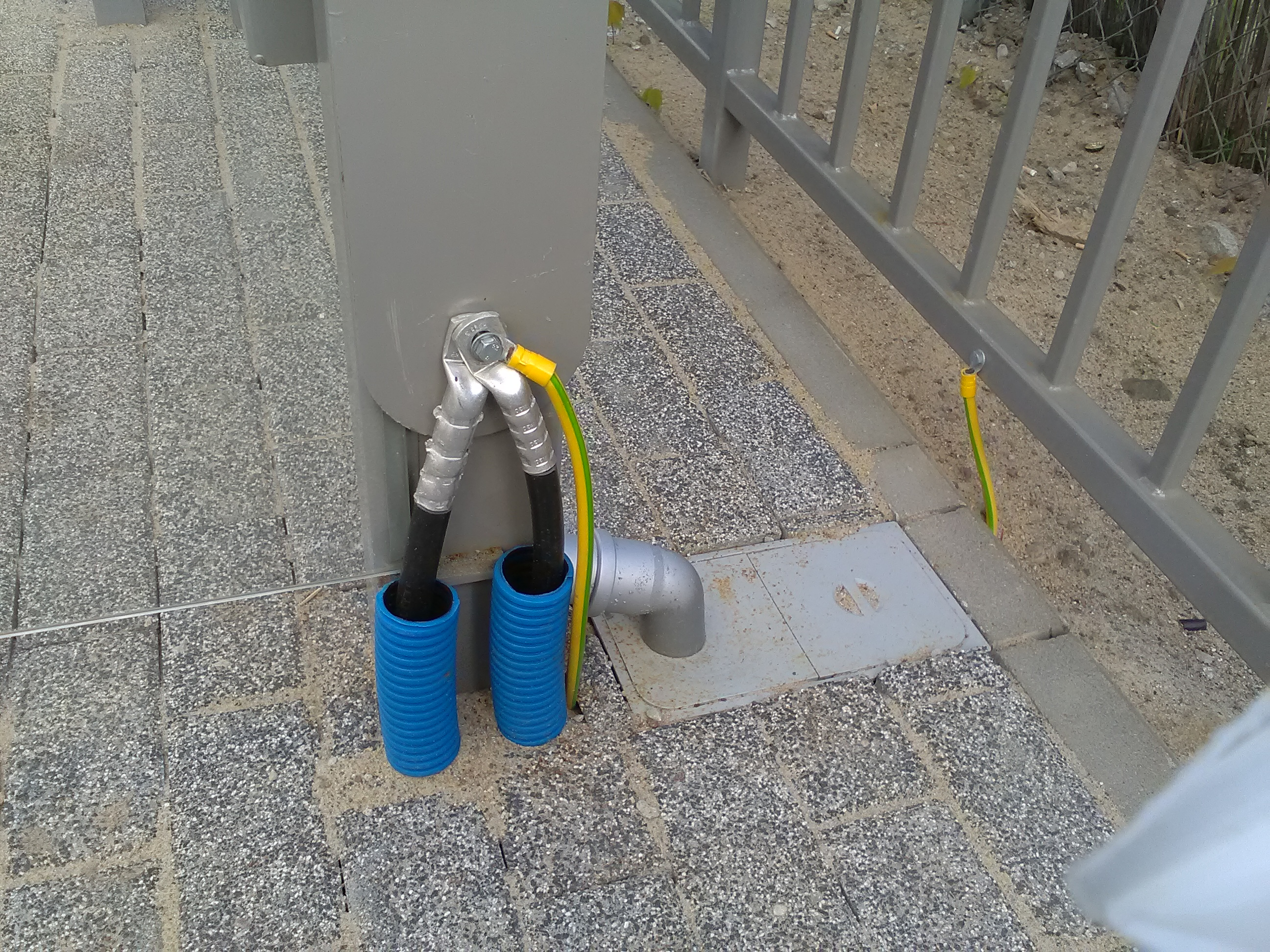
Przewód wyrównawczy w postaci elastycznej linki łączy metalowe elementy konstrukcyjne.

Połączenie wyrównawcze (ang. Equipotential Bonding, EB, wcześniej oznaczane CC) – małooporowe połączenie elektryczne między różnymi częściami przewodzącymi sprawiające, że mają one zbliżony potencjał. Są to połączenia wyrównujące potencjały części przewodzących. Mogą być wykonane celowo, występować jako naturalne (metalowe elementy konstrukcyjne, połączenia przypadkowe i niezamierzone).
Połączenie to służy wyrównaniu potencjałów elektrycznych i jest jednym ze środków ochrony przeciwporażeniowej, odgromowej i przepięciowej.

## Klasyfikacja
Połączenia wyrównawcze klasyfikuje się ze względu na:
1. zasięg ich działania (główne, miejscowe)
2. nakaz lub zakaz ich połączenia z ziemią
3. obciążalność prądową (nieprzewidziane do przewodzenia prądów, przewidziane do przewodzenia prądów).

Najczęściej mówi się o następujących rodzajach:
- połączenia wyrównawcze główne
- połączenia wyrównawcze dodatkowe
- połączenia wyrównawcze miejscowe
- połączenia wyrównawcze nieuziemione.